# 阿丽卡·施图莱默
阿丽卡·施图莱默（德語：Alica Stuhlemmer，1999年8月24日—），德国女子帆船运动员。她曾代表德国参加2020年夏季奥林匹克运动会帆船比赛，搭档保罗·科尔霍夫获得混合诺卡拉17型铜牌。